# شورلين (واشنطن)
شورلين (بالإنجليزية: Shoreline)‏ هي إحدى مدن ولاية واشنطن في الولايات المتحدة الأمريكية.

## التركيبة السكانية
حدّد مكتب تعداد الولايات المتحدة بيانات التركيبة السكانية لشورلين في تعداد الولايات المتحدة. في ما يلي، التركيبة السكانية حسب تعدادي 2000 و2010.

### تعداد عام 2000
بلغ عدد سكان شورلين 53,025 نسمة بحسب تعداد عام 2000، وبلغ عدد الأسر 20,716 أسرة وعدد العائلات 13,485 عائلة مقيمة في المدينة. في حين سجلت الكثافة السكانية 1,646.2 نسمة لكل كيلومتر مربع (4,263.6/ميل2). وبلغ عدد الوحدات السكنية 21,338 وحدة بمتوسط كثافة قدره 662.5 لكل كيلومتر مربع (1,715.9/ميل2).
وتوزع التركيب العرقي للمدينة بنسبة 76.99% من البيض و2.77% من الأمريكيين الأفارقة و0.91% من الأمريكيين الأصليين و13.23% من الأمريكيين ذوي الأصول الآسيوية و0.32% من سكان جزر المحيط الهادئ و1.51% من الأعراق الأخرى و4.27% من عرقين مختلطين أو أكثر و3.87% من الهسبانيون أو اللاتينيون من أي عرق.
بلغ عدد الأسر 20,716 أسرة كانت نسبة 32.7% منها لديها أطفال تحت سن الثامنة عشر تعيش معهم، وبلغت نسبة الأزواج القاطنين مع بعضهم البعض 51.2% من أصل المجموع الكلي للأسر، ونسبة 10% من الأسر كان لديها معيلات من الإناث دون وجود شريك، بينما كانت نسبة 3.9% من الأسر لديها معيلون من الذكور دون وجود شريكة وكانت نسبة 34.9% من غير العائلات. تألفت نسبة 26.4% من أصل جميع الأسر من عدة أفراد يعيشون في نفس المنزل ونسبة 9.1% كانت تتألف من شخص يعيش بمفرده يبلغ من العمر 65 عاماً أو أكثر. وبلغ متوسط حجم الأسرة المعيشية 2.50، أما متوسط حجم العائلات فبلغ 3.03.
بلغ العمر الوسطي للسكان 39.3 عاماً. وكانت نسبة 22.4% من القاطنين تحت سن الثامنة عشر، وكانت نسبة 7.7% بين الثامنة عشر والرابعة والعشرين عاماً، ونسبة 30.1% كانت واقعةً في الفئة العمرية ما بين الخامسة والعشرين والرابعة والأربعين عاماً، ونسبة 24.5% كانت ما بين الخامسة والأربعين والرابعة والستين، ونسبة 12.8% كانت ضمن فئة الخامسة والستين عاماً فما فوق. يوجد لكل 100 أنثى 94.6 ذكر، ويوجد لكل 100 أنثى في الثامنة عشر من عمرها فما فوق 91.7 ذكر.
بلغ متوسط دخل الأسرة في المدينة 49,403 دولارًا، أما متوسط دخل العائلة فبلغ 57,885 دولارًا. وكان متوسط دخل الذكور 37,604 دولارًا مقابل 31,785 دولارًا للإناث. وسجل دخل الفرد الخاص بالمدينة 22,123 دولارًا. وكانت نسبة 4.9% من العائلات ونسبة 7.4% من السكان تحت خط الفقر، وكان من هؤلاء نسبة 7.3% تحت سن الثامنة عشر ونسبة 12.5% في الخامسة والستين من العمر وما فوق.

### تعداد عام 2010
بلغ عدد سكان شورلين 53,007 نسمة بحسب تعداد عام 2010، وبلغ عدد الأسر 21,561 أسرة وعدد العائلات 13,168 عائلة مقيمة في المدينة. في حين سجلت الكثافة السكانية 1,645.7 نسمة لكل كيلومتر مربع (4,262.3/ميل2). وبلغ عدد الوحدات السكنية 22,787 وحدة بمتوسط كثافة قدره 707.5 لكل كيلومتر مربع (1,832.4/ميل2).
وتوزع التركيب العرقي للمدينة بنسبة 71.40% من البيض و5% من الأمريكيين الأفارقة و0.83% من الأمريكيين الأصليين و15.19% من الأمريكيين ذوي الأصول الآسيوية و0.32% من سكان جزر المحيط الهادئ و2.19% من الأعراق الأخرى و5.05% من عرقين مختلطين أو أكثر و6.59% من الهسبانيون أو اللاتينيون من أي عرق.
بلغ عدد الأسر 21,561 أسرة كانت نسبة 27.9% منها لديها أطفال تحت سن الثامنة عشر تعيش معهم، وبلغت نسبة الأزواج القاطنين مع بعضهم البعض 46.4% من أصل المجموع الكلي للأسر، ونسبة 10.3% من الأسر كان لديها معيلات من الإناث دون وجود شريك، بينما كانت نسبة 4.4% من الأسر لديها معيلون من الذكور دون وجود شريكة وكانت نسبة 38.9% من غير العائلات. تألفت نسبة 29.7% من أصل جميع الأسر من عدة أفراد يعيشون في نفس المنزل ونسبة 10.4% كانت تتألف من شخص يعيش بمفرده يبلغ من العمر 65 عاماً أو أكثر. وبلغ متوسط حجم الأسرة المعيشية 2.39، أما متوسط حجم العائلات فبلغ 2.96.
بلغ العمر الوسطي للسكان 42.1 عاماً. وكانت نسبة 19.1% من القاطنين تحت سن الثامنة عشر، وكانت نسبة 8.1% بين الثامنة عشر والرابعة والعشرين عاماً، ونسبة 26.7% كانت واقعةً في الفئة العمرية ما بين الخامسة والعشرين والرابعة والأربعين عاماً، ونسبة 30.9% كانت ما بين الخامسة والأربعين والرابعة والستين، ونسبة 15.2% كانت ضمن فئة الخامسة والستين عاماً فما فوق. وتوزع التركيب الجنسي للسكان بنسبة 48.7% ذكور و51.3% إناث.

## أعلام
- دون وارد
- جورج يوحنا
- كاترينا يونغ
- ايرين أندرسون